# Lycée imam hatip

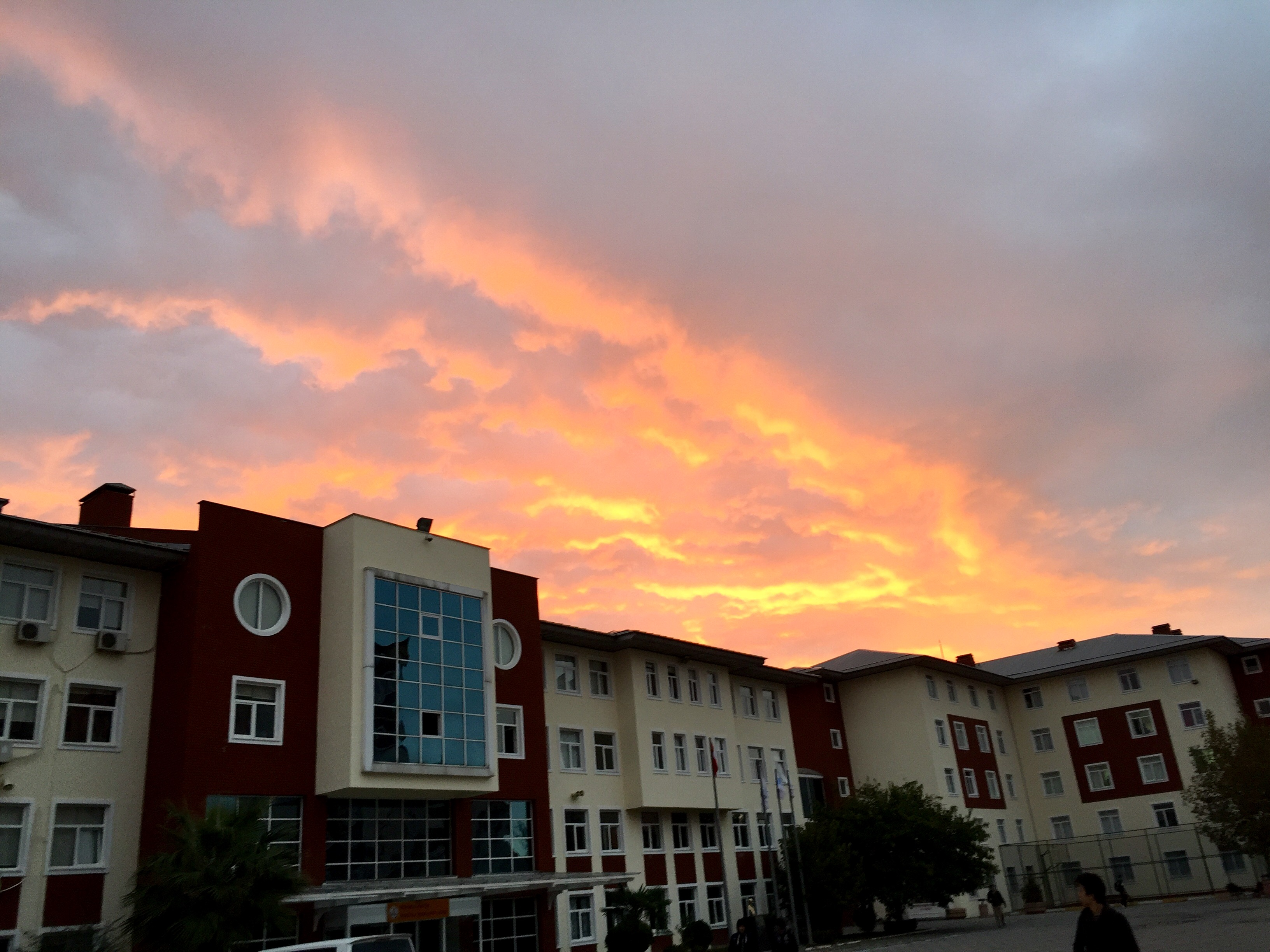
Lycée anatolien Kartal Imam Hatip : Un bloc pour garçons

Un lycée imam hatip (en turc : imam hatip lisesi) est un établissement d'enseignement secondaire professionnel public turc destiné à la formation des personnels religieux musulmans.